# 皮埃尔·巴尔泰斯
皮埃尔·巴尔泰斯（法語：Pierre Barthès，1941年9月13日—），生于贝济耶，法国男子网球运动员，1966年成为职业球手。他曾获得1970年美国网球公开赛男子双打冠军。他于1976年退役。